# Roger Bernard
Roger Bernard (10. srpna 1907 – 10. srpna 1997) byl francouzský spisovatel a stylista.
Psal v esperantu, jeho původní díla jsou básně Almenaŭ bukedeto a další původní dílo Raymond Schwartz, lia vivo kaj verkaro. Dále přeložil Bela la indiferentulo a Homa voĉo od Jeana Cocteaua, a komedie La ŝipego tenacity od Charlese Vildraca a Topaze od M. Pagnola. Od J. P. Sartra přeložil La naŭzo, sen eliro a La respektema P.